# Рибаков Ігор Олександрович
Рибако́в І́гор Олекса́ндрович (нар. 14 серпня 1976, Веймар) — український політичний і державний діяч. Народний депутат України V, VI та VII скликань, голова депутатської фракції «Реформи заради майбутнього», обидва скликання — член Комітету з питань законодавчого забезпечення правоохоронної діяльності.

## Родина
Народився 14 серпня 1976 року в родині військовослужбовця в східнонімецькому місті Веймар. Згодом родина Рибакових переїхала до м.Одеси.
Батько політика — Олександр Іванович (1952 р.н.), заслужений лікар України, військовий пенсіонер; мама — Лариса Михайлівна (1952 р.н.), медик, за фахом провізор, нині на пенсії.
Ігор Рибаков одружений. Виховує чотирьох дітей.

## Освіта
1995 року закінчив Одеський автодорожній технікум з відзнакою, за спеціальністю «технік-механік». Пізніше — Одеський державний політехнічний університет за спеціальністю «автомобілі та автомобільне господарство» (2001), Харківський національний університет внутрішніх справ з відзнакою (2009), магістр права.

## Політична діяльність
У 2004 році Ігор Рибаков став помічником-консультантом народного депутата України, а у 2006 році був обраний народним депутатом України.
У березні 2005 року Ігор Рибаков створив громадську організацію "Народна ініціатива — Проєкт «Автопробіг». У тому ж році створив Благодійний фонд «Місія Милосердя», ставши його почесним президентом.
Навесні 2007-го склав депутатський мандат заради ініційованого дострокового розпуску Верховної Ради V скликання.
Восени 2007 року, у результаті позачергових парламентських виборів, знову обраний народним депутатом за списком БЮТ. Протягом обох скликань входить до парламентського Комітету з питань законодавчого забезпечення правоохоронної діяльності.
В парламенті V та VI скликань ініціював створення Міжфракційного депутатського об'єднання «Контрабанді — СТОП». У своїх інтерв'ю вітчизняним ЗМІ Рибаков зазначав, що він, як голова Міжфракційного об'єднання, «оголосив війну митникам-корупціонерам»[джерело?], а об'єднання «проводить велику роботу по боротьбі з контрабандними проявами, по наповненню держбюджету за рахунок відповідних митних платежів…»[джерело?]
У червні 2008-го Ігор Рибаков заявив про свій вихід зі складу парламентської коаліції. Свій крок депутат пояснив небажанням миритися з тим, що тодішня парламентська коаліція „створила «дах» над тіньовими, корупційними схемами розкрадання держави“.
У вересні 2010 року Ігор Олександрович створив та очолив нову депутатську групу «Реформи заради майбутнього», яка, по суті, стала шостою фракцією українського парламенту. 16 лютого 2011 року фракцію «Реформи заради майбутнього» офіційно зареєстровано у Верховній Раді України. До складу фракції ввійшли 20 народних депутатів.

## Майдан
Ігор Рибаков голосував за Диктаторські закони 16 січня 2014 року, що зафіксовано на вебпорталі Верховної Ради України у списках поіменного голосування. Надалі заперечував свою участь в голосуванні, дезінформуючи та вводячи в оману виборців.
Був активним «антимайданівцем», безпосередньо займався організацією участі тітушок з Одеси у подіях в місті Київ під час Майдану.

## Релігія
За допомогу Українській Православній Церкві Московського патріархату нагороджений Знаком Ордена «Св. Князь Володимир», орденським знаком «Слава на вірність Батьківщині», Орденом «Різдва Христового» та ін. 